# Sixteen Going on Seventeen
Sixteen Going on Seventeen è una canzone tratta dal musical del 1959 di Rodgers e Hammerstein, The Sound of Music. Essa è la terza canzone ad essere cantata nel film. Venne cantata nella prima esecuzione teatrale da Charmian Carr e Dan Truhitte e nella ripresa da Julie Andrews e Charmian Carr. Nel film, era cantata dalla figlia maggiore del Capitano, Liesl, e da Rolf Gruber, il fattorino che portava i telegrammi al Capitano, che finirà con il tradire la famiglia, dopo che Georg disse di lui, non sarà mai un nazista. 
I versi della canzone dicono che Liesl è un'adolescente che sta per diventare donna, e cerca degli approcci con dei ragazzi, che si lascia guidare da Rolf visto che egli è un anno più grande di lei.
La canzone venne filmata nelle vicinanze ed all'interno di un gazebo, sito nei dintorni di Salisburgo, che ancora oggi è visitato da centinaia di turisti tutti i giorni che fanno dei tour guidati nei luoghi in cui si svolse la vicenda raccontata in "Sound of Music". Ciò anche se le scene d'interni del gazebo, inserite nel film, vennero girate in studio ad Hollywood. 
Una ripresa della canzone "Sixteen Going on Seventeen", è cantata anche da Maria e Liesl nella versione teatrale di The Sound of Music e anche del film omonimo, quando il Capitano e Maria tornano dalla loro luna di miele e Rolf ha lasciato Liesl.